# Johann Christian Stark der Ältere

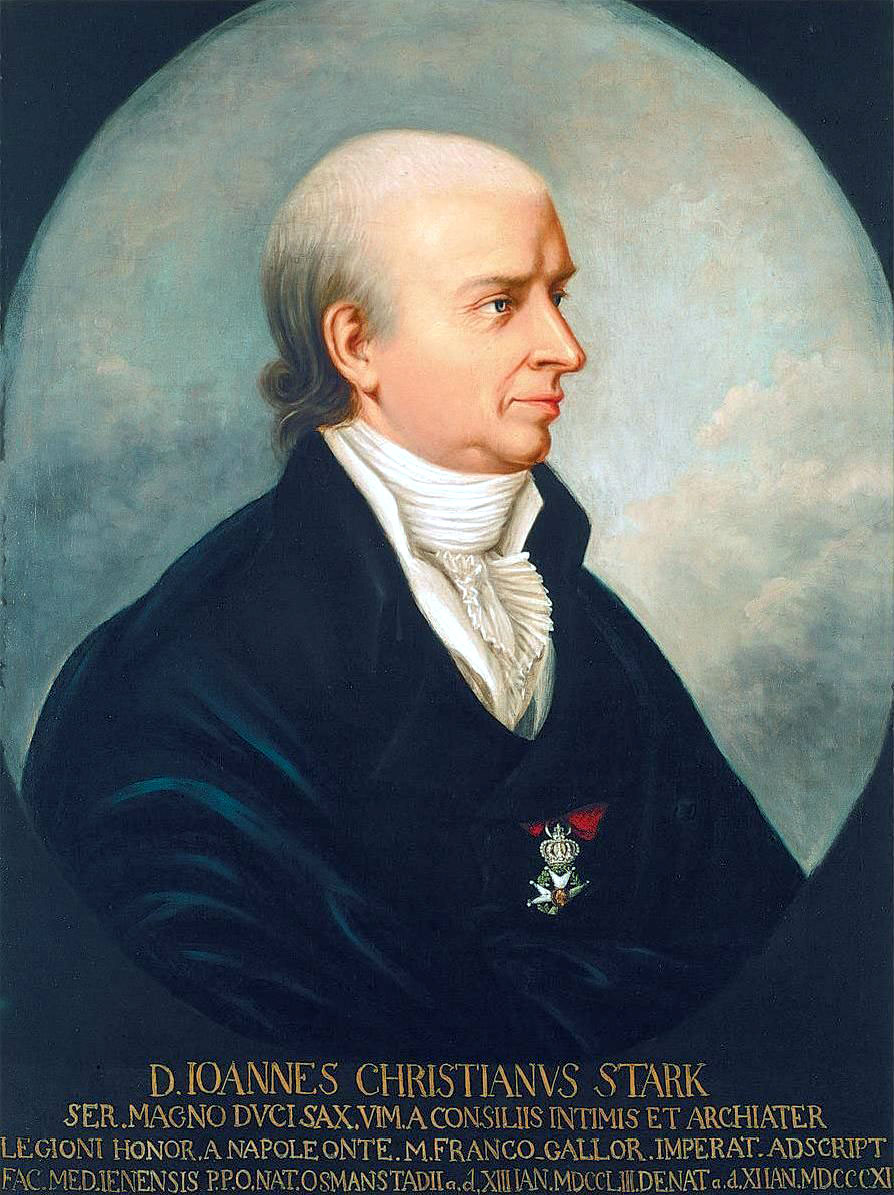
Johann Christian Stark der Ältere

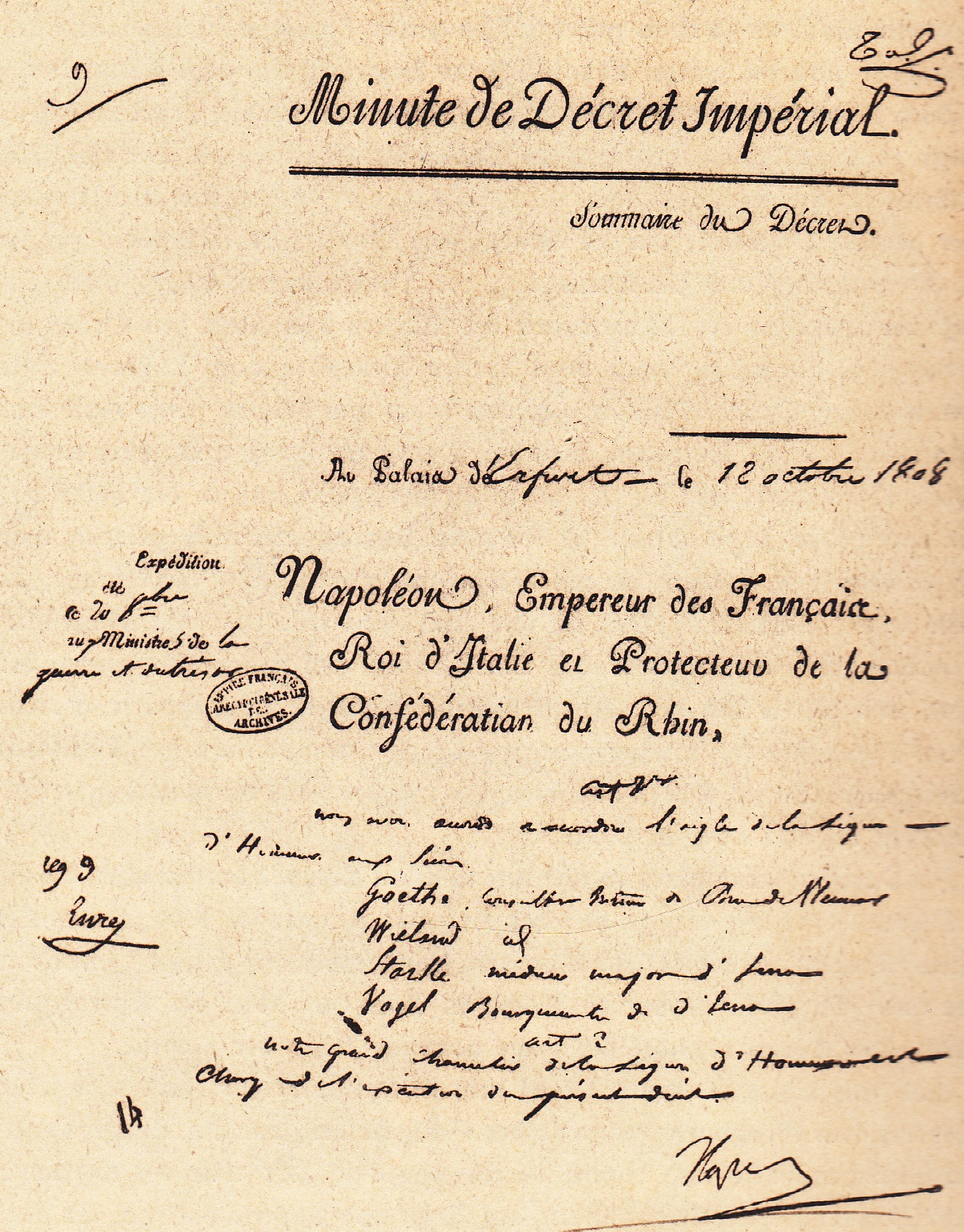
Dekret Napoleons zur Ernennung von Goethe, Wieland, Stark und Vogel zu Rittern der Ehrenlegion (12. Oktober 1808)

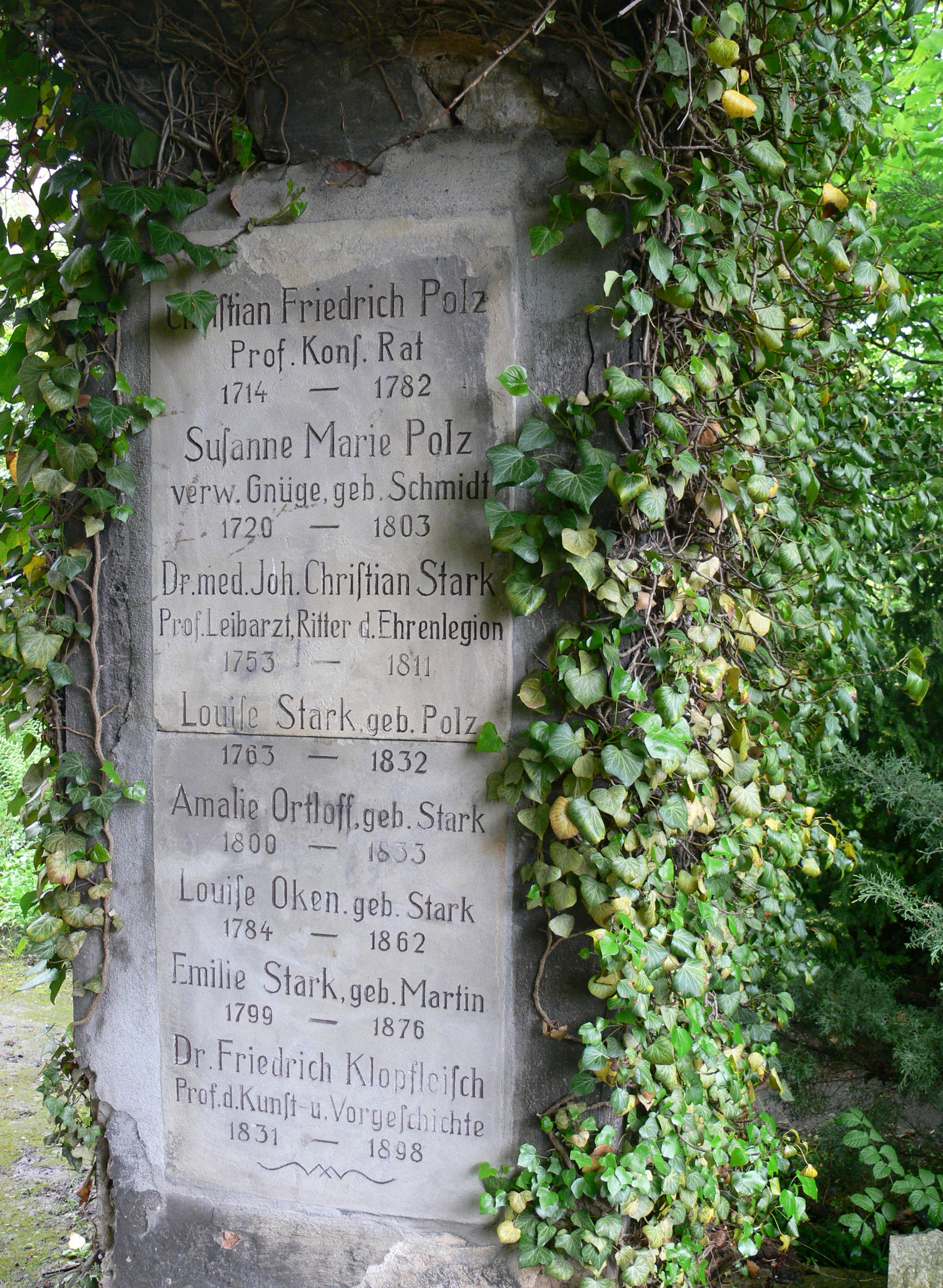
Grabmal auf dem Johannisfriedhof in Jena

Johann Christian Stark, auch: Starck und Starke (* 13. Januar 1753 in Oßmannstedt; † 11. Januar 1811 in Jena), war ein deutscher Mediziner, Professor der Geburtshilfe, Hofrat und Leibarzt von Goethe.

## Leben
Johann Christian Stark war der Sohn des Gutspächters und Richters der Pflege Denstedt Johann Zacharias Stark (1699–1760). Nach dem Unterricht bei Johann Christian Volkhart immatrikulierte er sich am 29. November 1773 an der Universität Jena, wo er 1777 mit der Arbeit De tetano ejusque speciebus praecipuis zum Doktor der Medizin promovierte. 1779 wurde er außerordentlicher und 1784 ordentlicher Professor der Medizin sowie Vizedirektor der Entbindungsstation in Jena. 1786 erhielt er den Titel eines Hofrats von Sachsen-Weimar und wurde Leibarzt der Herzogin Anna Amalia und des Herzogs Carl August von Sachsen-Weimar-Eisenach. Er war auch Hausarzt von Friedrich Schiller und behandelte die Familie von Johann Wolfgang von Goethe. 1804 wurde er geheimer Hofrat und Direktor der Entbindungsanstalt in Jena. 
Er wurde Erb-, Lehn und Gerichtsherr in Leutenthal. Zudem beteiligte er sich an den organisatorischen Aufgaben der Jenaer Universität. So war er Dekan der medizinischen Fakultät und im Wintersemester 1803 Rektor. Im Mai 1789 wurde er Mitglied der Leopoldina mit dem Beinamen „Paulus Aegineta II.“. 1808 wurde er von Napoleon für seine Verdienste bei der Betreuung von Verwundeten zum Ritter der Ehrenlegion ernannt (zugleich mit Johann Wolfgang von Goethe, Christoph Martin Wieland und dem Jenaer Bürgermeister Georg Wilhelm Vogel).
Starks Name ist verbunden mit bedeutenden Leistungen in der praxisorientierten Lehre an der Universität Jena, die er als Leiter eines Krankeninstituts, einem Vorläufer der späteren Medizinischen Poliklinik der gynäkologischen Fakultät, und als Subdirektor der 1778 als Accouchierhaus in der Jenergasse Nr. 8 gegründeten Entbindungsanstalt erbrachte. Drei seiner Schüler waren der Anatom und Chirurg Barthel von Siebold, der Gynäkologe Adam Elias von Siebold und der Gynäkologe Franz Christian Brunatti (1768–1835) der in Danzig Direktor der im Jahr 1804 gestifteten Entbindungsanstalt wurde, die zugleich dem Unterrichte für Hebammen diente. 
Stark war ab 1787 Herausgeber der ersten geburtshilflich gynäkologischen Zeitschrift, des Archivs für Geburtshilfe, Frauenzimmer und Neugeborener Kinder Krankheiten, vorausschauender Gesundheitspolitiker und Lehrer einer zukunftsorientierten Ärztegeneration.

## Familie
Stark heiratete 1783 Louise Friederike Christiane Polz (1763–1832), die Tochter des Theologen Christian Friedrich Polz. Der Ehe entstammen u. a. der Theologe Christian Ludwig Wilhelm Stark, der Arzt Karl Wilhelm Stark und die Tochter Amalie, die den Juristen Friedrich Ortloff in Jena heiratete. Der gleichnamige Gynäkologe und Hochschullehrer Johann Christian Stark der Jüngere (1769–1837) ist sein Neffe. Louise Stark verheiratete sich mit einem Herrn Oken. Der Schwiegersohn von Karl Wilhelm Stark, Friedrich Klopfleisch, wurde ebenfalls im Familiengrab beigesetzt.

## Schriften (Auswahl)
- Diss. de tetano ejusque specibus praecipuis, Patris hist. Sect. 1. Jena 1777
- Progr. Gedanken vom medicinischen Populärunterricht auf Akademien. Jena 1779
- Commentatio theoretica-practica de tetano eiusque speciebus praecipuis. Jena 1781. Digitalisat.
- Commentatio med. de Universali nuperrime celebrato, adjunctaque recto opii usu in graviditate, partu et puerperio. Jena 1781
- Einrichtung seines klinischen Instituts, nebst tabellarischer Uebersicht des Witterungszustandes der Krankheiten, ihrer Ursachen, Hauptzufälle, Anzahl der Genesenen, Gestorbenen, männlichen und weiblichen Geschlechts, in ihrem verschiedenen Alter usw. Jena 1782
- Hebammenunterricht in Gesprächen, nebst Verhalten und Vorschriften für Schwangere, Gebährende, Kindbetterinnen und neugebohrne Kinder. Jena 1782
- Abhandlung von den Schwämmchen, nebst einer Uebersetzung des Ketelaers und Slevogts von den Schwämmchen, mit nöthigen Anmerkungen begleitet. Jena 1784
- Versuch einer wahren und falschen Politik der Aerzte, zu Vorlesungen bestimmt. Jena 1784. Digitalisat.
- Zweyte tabellarische Uebersicht des klinischen Institutes zu Jena, in Ansehung der Kranken und Witterungszustandes vom Oktober 1782 bis dahin 1783. Jena 1784
- Carrere, der Arzneygelahrtheit Professors, Arzts des königlichen Hauses usw. Abhandlung über die Eigenschaften, den Gebrauch und die Wirkungen des Nachtschattens oder Bitterfusses (Dulcamara, Solanum scandens) bey der Behandlung verschiedener Krankheiten, insbesondere der Flechtenartigen, aus dem Französischen übersetzt (von Molinte); mit Vorrede, Zusätzen und Anmerkungen herausgegeben. Jena 1786
- Archiv für die Geburtshülfe, Frauenzimmer- und neugebohrner Kinderkrankheiten. 6 Bände. Jena 1787–1797.
- Neues Archiv für die Geburtshülfe, Frauenzimmer- und neugebohrner Kinderkrankheiten. ab Jena 1798
- Auszüge aus dem Tagebuche des herzogl. Jenaischen klinischen Instituts. 2. Auflage. Jena 1788
- Biographie von Johann Philipp Hagen, königl. Preussischer Hofrathe, Professor usw. Von ihm selbst aufgesetzt und beschrieben; herausgegeben und mit einigen Anmerkungen versehen. Jena 1794.
- Biographie des verstorbenen Herrn Prof. D. G. Chr. Siebold’s in Würzburg. In: Neues Archiv für Geburtshülfe, Frauenzimmer- und Kinderkrankheiten. Band 1, (Jena) 1798, S. 186–196.
- Handbuch zur Kenntniss und Heilung innerer Krankheiten des menschlichen Körpers, vorzüglich aus eigenen Beobachtungen und Erfahrungen am Krankenbette gezogen. 2 Bände. Jena 1799–1800.
- Progr. de oculo humano ejusque affectibus et de oculo in genere. Sectio I-V. Jena 1804
- Progr. I et II de vermibus in locis insolitis repertis. Jena 1804
- Progr. I-III Historia morbi memorata digna. Particula I. Jena 1807–1808